# Ústava Abcházie
Ústava Abcházie (abchazsky Аԥсны Аҳәынҭқарра Аконституциа) je základní zákon separatistické republiky Abcházie. Byl přijat jako ústavní zákon Nejvyšším sovětem Republiky Abcházie 26. listopadu 1994 na svém 12. zasedání jako zákon 187-c. Platnost Ústavy byla potvrzena referendem z 3. října 1999, v němž byly přijaty některé úpravy tohoto právního dokumentu.

## Struktura
Ústava Abcházie obsahuje preambuli a celkem sedm hlav.
- 1. Základy ústavního pořádku
- 2. Práva a svobody jednotlivců
- 3. Moc zákonodárná
- 4. Moc výkonná
- 5. Moc soudní
- 6. Místní samospráva
- 7. Změny v Ústavě a postup novelizace Ústavy